# Dansk Døve-Idrætsforbund
Dansk Døve-Idrætsforbund er et Idrætsforbund under Parasport Danmark af og for døve, døvblevne og hørehæmmede.
Forbundet blev oprettet i 1922 som en sammenslutning af de forskellige, lokale, danske idrætsforeninger for døve landet over, og har siden hen blandt andet arrangeret to Deaflympics i København, i 1949 og i 1997, hvor forbundets 75 års jubilæum samtidigt blev fejret.
Forbundets sekretariat har lokale i Idrættens Hus i Brøndby, men har derudover en del aktiviteter landet over via de lokale foreninger, og medlemsskaren består af såvel døve som hørehæmmede og hørende sportsfolk.

## Ekstern henvisning
- Dansk Døve-Idrætsforbunds hjemmeside
- hjemmesiden for den danske Deaflympics-delegation 2009